# Lebiadziouka (rejon kormański)
Lebiadziouka (biał. Лебядзёўка; ros. Лебедёвка, Lebiediowka) – wieś na Białorusi, w obwodzie homelskim, w rejonie kormańskim, w sielsowiecie Kamienka.